# Dağüstü
Dağüstü là một ngôi làng thuộc vùng Quba của Azerbaijan. Ngôi làng tạo thành một phần của đô thị Buduq.